# Île Lütke
L'île Lütke (en russe : Остров Литке, ostrov Litke) est une île de la terre François-Joseph.

## Géographie
L'île Lütke est située à 3,5 km au sud-est de l'île Salm, dont elle est séparée par le détroit du Fram. D'une superficie de 14 km2 et de forme circulaire, elle est entièrement recouverte par une calotte glaciaire. Son point culminant atteint 85 m.

## Histoire
Elle a été nommée en l'honneur du navigateur Friedrich von Lütke. 